# Рак кам'яний
Рак кам'яний (Austropotamobius torrentium) — вид прісноводних раків родини Astacidae.

## Поширення
Вид поширений в Західній та Південній Європі від Франції та Німеччини на заході до Туреччини та Греції на сході. Трапляється в притоках Дунаю, частинах басейнів Ельби та Рейну, а також на Балканському півострові.

## Опис
Великий рак з гладким міцним панцирем. Тіло завдовжки до 10 см. Самці більші за самиць. Панцир коричневого кольору з трикутним зубчастим рострумом. Нижня сторона кремово-біла. Кігті у самців більші, ніж у самиць, але у самиць помітно більший живіт.

## Спосіб життя
Мешкає у невеликих річках зі швичкою течією та холодною і чистою водою, хоча деякі раки живуть у великих річках і озерах. Він викопує нори в берегах або ховається під корінням або камінням, виходячи вночі, щоб прогодуватися. Всеїдний вид, їсть все: від водоростей та водних рослин до хробаків, молюсків та личинок комах.
Статева зрілість досягається у віці 3–5 років, при довжині тіла 35–50 міліметрів. Дорослі самці можуть розмножуватися щороку, але самиці не розмножуються щонайменше один рік після того, як відклали яйця. Спаровування відбувається восени. Самиця виношує близько сотні запліднених яєць на черевці протягом 5-6 місяців, доглядаючи за ними, провітрюючи їх і безперервно чистячи. Навесні вилуплюються личинки, які чіпляються до тіла матері впродовж деякого часу.

## Підвиди
- Austropotamobius torrentium torrentium
- Austropotamobius torrentium danubicus
- Austropotamobius torrentium macedonicus